# Paral·lel 28° nord
El paral·lel 28° nord és una línia de latitud que es troba a 28 graus nord de la línia equatorial terrestre. Travessa Àfrica, Àsia, l'Oceà Pacífic, Amèrica del Nord i l'oceà Atlàntic.

A Mèxic el paral·lel defineix la frontera entre els estats de Baixa Califòrnia i Baixa Califòrnia Sud.

A Mèxic el paral·lel defineix la frontera entre els estats de Baixa Califòrnia i Baixa Califòrnia Sud. Aquest paral·lel també passa per l'Everest, la muntanya més alta de la Terra, que passa just al nord del seu cim.
En aquesta latitud el sol és visible durant 13 hores, 55 minuts durant el solstici d'estiu i 10 hores, 22 minuts durant el solstici d'hivern.

## Dimensions
En el sistema geodèsic WGS84, Al nivell del paral·lel 28, un grau de longitud equival a 98,362 km; la llargada total del paral·lel és de 35.410 km, el 88.4 % de la llargada de l'equinocci,d el que es troba a 3.098 km i a 6.905 km del pol Nord
Com tots els altres paral·lels a part de l'equador, el paral·lel 28° nord no és un cercle màxim i no és la distància més curta entre dos punts, fins i tot si es troben al mateix latitud. Per exemple, seguint el paral·lel, la distància recorreguda entre dos punts de longitud oposada és 17.705 km; després d'un cercle màxim (que passa pel Pol Nord), només és 13.808 km.

## Al voltant del món
A partir del Primer Meridià i cap a l'est, el paral·lel 28 ° nord passa per:
| Coordenades                               | País, territori o mar        | Notes |
| ----------------------------------------- | ---------------------------- | --- |
| 28° 0′ N, 0° 0′ E / 28.000°N,0.000°E      | Algèria                      | |
| 28° 0′ N, 9° 55′ E / 28.000°N,9.917°E     | Líbia                        | |
| 28° 0′ N, 25° 0′ E / 28.000°N,25.000°E    | Egipte                       | |
| 28° 0′ N, 33° 27′ E / 28.000°N,33.450°E   | Mar Roig                     | Golf de Suez |
| 28° 0′ N, 33° 48′ E / 28.000°N,33.800°E   | Egipte                       | Península del Sinaí |
| 28° 0′ N, 34° 26′ E / 28.000°N,34.433°E   | Mar Roig                     | Estret de Tiran |
| 28° 0′ N, 34° 30′ E / 28.000°N,34.500°E   | Aràbia Saudita               | Illa de Tiran |
| 28° 0′ N, 34° 33′ E / 28.000°N,34.550°E   | Mar Roig                     | |
| 28° 0′ N, 35° 10′ E / 28.000°N,35.167°E   | Aràbia Saudita               | |
| 28° 0′ N, 48° 46′ E / 28.000°N,48.767°E   | Golf Pèrsic                  | |
| 28° 0′ N, 51° 20′ E / 28.000°N,51.333°E   | Iran                         | |
| 28° 0′ N, 62° 47′ E / 28.000°N,62.783°E   | Pakistan                     | Balutxistan Sindh Punjab |
| 28° 0′ N, 70° 21′ E / 28.000°N,70.350°E   | Índia                        | Rajasthan |
| 28° 0′ N, 70° 35′ E / 28.000°N,70.583°E   | Pakistan                     | Punjab |
| 28° 0′ N, 71° 54′ E / 28.000°N,71.900°E   | Índia                        | Rajasthan Haryana Rajasthan Haryana Uttar Pradesh |
| 28° 0′ N, 81° 38′ E / 28.000°N,81.633°E   | Nepal                        | |
| 28° 0′ N, 85° 57′ E / 28.000°N,85.950°E   | República Popular de la Xina | Tibet - per uns 14 km |
| 28° 0′ N, 86° 5′ E / 28.000°N,86.083°E    | Nepal                        | per uns 11 km |
| 28° 0′ N, 86° 12′ E / 28.000°N,86.200°E   | República Popular de la Xina | Tibet - per uns 30 km |
| 28° 0′ N, 86° 30′ E / 28.000°N,86.500°E   | Nepal                        | Everest cau al paral·lel i travessa de Nepal a la Xina |
| 28° 0′ N, 86° 53′ E / 28.000°N,86.883°E   | República Popular de la Xina | Tibet |
| 28° 0′ N, 88° 25′ E / 28.000°N,88.417°E   | Índia                        | Sikkim |
| 28° 0′ N, 88° 50′ E / 28.000°N,88.833°E   | República Popular de la Xina | Tibet |
| 28° 0′ N, 88° 27′ E / 28.000°N,88.450°E   | Bhutan                       | |
| 28° 0′ N, 91° 0′ E / 28.000°N,91.000°E    | República Popular de la Xina | Tibet - per uns 15 km |
| 28° 0′ N, 91° 9′ E / 28.000°N,91.150°E    | Bhutan                       | |
| 28° 0′ N, 91° 27′ E / 28.000°N,91.450°E   | República Popular de la Xina | Tibet |
| 28° 0′ N, 92° 43′ E / 28.000°N,92.717°E   | Índia                        | Arunachal Pradesh – reclamat parcialment per República Popular de la Xina |
| 28° 0′ N, 97° 23′ E / 28.000°N,97.383°E   | Myanmar (Birmània)           | |
| 28° 0′ N, 98° 8′ E / 28.000°N,98.133°E    | República Popular de la Xina | Yunnan Sichuan Yunnan Sichuan Yunnan Sichuan Guizhou Hunan Jiangxi Fujian Zhejiang |
| 28° 0′ N, 120° 57′ E / 28.000°N,120.950°E | Mar de la Xina Oriental      | |
| 28° 0′ N, 129° 5′ E / 28.000°N,129.083°E  | Oceà Pacífic                 | Passa a través de les illes Amami, Japó · Passa just al nord del Grup Ogasawara, Japó · Passa just al sud de Midway (atol), Estats Units · Passa just al nord de Pearl i Hermes, Hawaii, Estats Units · Passa just al sud de l'illa Cedros, Mèxic |
| 28° 0′ N, 114° 12′ O / 28.000°N,114.200°O | Mèxic                        | Frontera Baixa Califòrnia/Baixa Califòrnia Sud |
| 28° 0′ N, 112° 46′ O / 28.000°N,112.767°O | Golf de Califòrnia           | |
| 28° 0′ N, 111° 10′ O / 28.000°N,111.167°O | Mèxic                        | |
| 28° 0′ N, 100° 0′ O / 28.000°N,100.000°O  | Estats Units                 | Texas – continent i illa San José |
| 28° 0′ N, 96° 54′ O / 28.000°N,96.900°O   | Golf de Mèxic                | |
| 28° 0′ N, 82° 50′ O / 28.000°N,82.833°O   | Estats Units                 | Florida - Illa de Clearwater Beach i el continent |
| 28° 0′ N, 80° 31′ O / 28.000°N,80.517°O   | Oceà Atlàntic                | Passa just al sud de La Gomera, Espanya |
| 28° 0′ N, 16° 42′ O / 28.000°N,16.700°O   | Espanya                      | Illa de Tenerife |
| 28° 0′ N, 16° 38′ O / 28.000°N,16.633°O   | Oceà Atlàntic                | |
| 28° 0′ N, 15° 49′ O / 28.000°N,15.817°O   | Espanya                      | Illa de Gran Canària |
| 28° 0′ N, 15° 22′ O / 28.000°N,15.367°O   | Oceà Atlàntic                | Passa just al sud de l'illa de Fuerteventura, Espanya |
| 28° 0′ N, 12° 32′ O / 28.000°N,12.533°O   | Marroc                       | |
| 28° 0′ N, 8° 40′ O / 28.000°N,8.667°O     | Algèria                      | |